# Mads Lidegaard
Mads Vestergaard Lidegaard (* 17. Juni 1925 in Kragelund; † 9. Juli 2006 in Herlev) war ein dänischer Pastor, Lehrer und Autor.

## Leben
Mads Lidegaard war der Sohn des Pastors Kresten Holger Lidegaard (1895–1949) und der Krankenschwester Johanne Vestergaard (1894–1976). Er besuchte die Th. Langs Skole in Silkeborg, die er 1943 abschloss. Anschließend studierte er bis 1950 Theologie an der Universität Aarhus. Von 1950 bis 1952 war er Lehrer an der Danebod Højskole in Fynshav und danach ein Jahr lang Hilfspastor in der Frederiks Kirke in Kopenhagen.  
Mads Lidegaard hatte sich selbst Grönländisch beigebracht und wurde 1953 als Hilfspastor und Lehrer an Grønlands Seminarium in Nuuk angestellt. 1956 wurde er Erster Pastor von Nuuk. Er erkannte die Gesellschaftsprobleme, die durch die postkoloniale Modernisierung im Zuge der G50-Politik entstanden und begann darüber zu schreiben. Er setzte sich für die Gründung der Knud Rasmussenip Højskolia ein, deren erster Vorsitzender er von 1958 bis 1962 war. 1957 war er jedoch nach Dänemark zurückgekehrt. Von 1961 bis 1966 arbeitete er am Grønlandsministeriet, wo er Kurse für Dänen gab, die in Grönland arbeiten sollten. 1966 wurde er Lehrer an der Krogerup Højskole. Von 1967 bis 1974 war er Vorsitzender der Magleås Højskole. Zuletzt arbeitete er von 1988 bis 1990 an Grønlands Universitet.
Mads Lidegaard hatte zahlreiche ehrenamtliche Posten inne. Er war zweimal eine Zeitlang Mitglied der grönländischen Schuldirektion. Von 1965 bis 1972 war er Vorstandsvorsitzender der dänischen Menschenrechtsorganisation Mellemfolkeligt Samvirke. Von 1970 bis 1978 war er Vorsitzender von Det Grønlandske Selskab. 1975 gründete er die Organisationen til oplysning om atomkraft (deutsch: Organisation zur Aufklärung über Atomkraft) mit.
Neben Büchern und Artikeln zu grönländischer Gesellschaft und Geschichte schrieb er auch über Heerwege in Dänemark, dänische Volkssagen und dänische Geschichte im Allgemeinen.
2002 wurde er zum Ehrenmitglied von Det Grønlandske Selskab ernannt. Am 3. August 2004 erhielt er den Nersornaat in Silber. Mads Lidegaard starb 2006 im Alter von 81 Jahren.

## Familie
Am 7. März 1953 heiratete er in Hareskovby die Journalistin Else Bennike (* 1933), Tochter des Lehrers Frithjof Bennike (1893–1965) und seiner Frau Sofie Schiørring (1894–1975). Aus der Ehe gingen vier Söhne hervor: Der Arzt Øjvind Lidegaard (* 1954), der Biologe Kresten Lidegaard, der Journalist Bo Lidegaard (* 1958) und der Politiker Martin Lidegaard (* 1966). Die Ehe wurde 1988 geschieden.

## Schriften
- 1954: Inuiaĸatigît nakûgssutait (mit K. Binzer und M. Fog Poulsen)
- 1954: Imigagssaĸ
- 1955: Den jyske hærvej fra Hjøllund til Knudstrup
- 1956: Fem grønlandske digtere (Hrsg.)
- 1956: Ingerdlatseĸatigîngneĸ / Andelsbevægelsen
- 1961: Grønlands kirke gennem tiderne
- 1961: Grønlands historie
- 1961: Rapport fra Alaska (mit Claus Bornemann)
  - 1963: Alaskamit nalunaerut (grönländische Version)
- 1962: Inuiaqatigiit nutaat
- 1963: Grønlands Historie for 3. og 4. skoleår (mit Christian Stærmose)
- 1964: Grønlands Historie for 5., 6. og 7. skoleår (mit Christian Stærmose)
- 1968: Det gælder Grønland
- 1969: Verdenshistorie 1 (mit Christian Stærmose)
- 1969: Verdenshistorie 3 (mit Christian Stærmose)
- 1969: Tradition og udvikling – to livsformer
- 1972: Det frie menneske – brud med et gammelt mønster
- 1972: Hans Egede
- 1973: Pavia, en grønlænder
  - 1978: Pavia (grönländische Version)
- 1973: Ligestilling uden lighed
- 1974: Verdenshistorie 2 (mit Christian Stærmose)
- 1975: Hærvejen i Viborg Amt
- 1976: Hærvejen langs Gudenåen
- 1976: Mennesket og udviklingen
- 1977: Hærvejen i Vejle Amt
- 1977: Grønlands Historie
- 1978: Mindretal
- 1978: Udfordring til kristendommen – kristendommens udfordring 1–2 (mit Jørgen Bøgh und Palle Mogensen)
- 1979: Hærvejen over Kongeåen
- 1980: Hærvejen mod Grænsen
- 1981: Frihed og Tryghed
- 1981: Stenalderen
- 1982: Sagakvinder
- 1983: Hærvejen i Himmerland
- 1983: Hærvejen fra Limfjorden til Danevirke (mit Svend Åge Petersen)
- 1984: Bronzealderen
- 1984: Jernalderen
- 1984: Grønlands Historie 1950–1980
  - 1984: Kalaallit Nunaata oqaluttuarisaanera 1950-imiit 1980-imut (grönländische Version)
- 1986: Hans en eskimo
- 1986: Profeterne i Evighedsfjorden
- 1988: Efterretninger om Grønland (Neuausgabe von Poul Egedes Buch von 1788)
- 1988: Ravvejen fra Vendsyssel til Frisland
- 1991: Grønlands Historie (Neuausgabe von 1961)
  - 2000: Grönlands Historia (schwedische Version)
- 1991: Anmærkninger (Neuausgabe von Henrik Christopher Glahns Buch von 1765)
- 1991: Eskimoerne og Kirken (Om Canada og Alaska)
- 1992: Hærvejen, en turfører
- 1992: Kilder til Grønlands Historie 1 – Politik
- 1992: Kilder til Grønlands Historie 2 – Økonomi
- 1992: Kilder til Grønlands Historie 3 – Befolkning
- 1992: Kilder til Grønlands Historie 4 – Kultur
- 1992: Kilder til Grønlands Historie – Lærervejledning
- 1993: Grønlændernes kristning
  - 1993: Kalaallit ajoqersugaalernerat (grönländische Version)
- 1994: Danske sten fra sagn og tro
- 1996: Danske træer fra sagn og tro
- 1998: Danske høje fra sagn og tro
- 1999: Danske søer og vandløb fra sagn og tro
- 1999: Da danerne blev kristne
- 2000: Frimærkerne fortæller om Grønland
  - 2000: Frimærkit nunarput pillugu oqariartuuteqarput (grönländische Version)
  - 2000: Stamps tell the story of Greenland (englische Version)[7]

- 2001: Danske Folkesagn